# 索諾拉 (亞利桑那州)
索諾拉（英語：Sonora）是位於美國亞利桑那州皮納爾縣的一個非建制地區。該地的面積和人口皆未知。

## 地理
索諾拉的座標為33°09′55″N 110°59′45″W / 33.16528°N 110.99583°W，而該地的平均海拔高度為699米（即2293英尺）。